# Reumatoid faktor
Reumatoid faktor (RF) är en autoantikropp som först hittades vid reumatoid artrit. Den binder till Fc-delen av IgG-antikroppar och olika typer av RF:er kan känna igen olika delar av IgG-Fc. När RF binder till IgG bildar de immunkomplex som bidrar till sjukdomsutveckling i form av kronisk inflammation och ledförstöring i leder.
Även om RF huvudsakligen förekommer som IgM, kan reumatoid faktor vara av vilken isotyp som helst av immunglobulinerna; dvs IgA, IgG, IgM, IgE, IgD.

## Användning vid diagnostik
RF testas genom att samla blod i ett vanligt rör. RF utvärderas ofta hos patienter som misstänks ha någon form av artrit. Dock kan positiva resultat även bero på andra orsaker och negativa resultat kan inte alltid utesluta sjukdom. I kombination med tecken och symtom kan RF spela stor roll för både diagnostik och sjukdomsprognos. RF ingår i de vanliga sjukdomskriterierna vid utredning av reumatoid artrit.
Närvaron av reumatoid faktor i blod kan också indikera förekomsten av misstänkt autoimmun aktivitet som inte är relaterad till reumatoid artrit. I sådana fall kan RF fungera som en av flera serologiska markörer för autoimmunitet. Känsligheten för RF för etablerad reumatoid artrit är endast 60 till 70 procent med en specificitet på 78 procent.
Reumatoid faktor är en del av 2010 års ACR/EULAR klassificeringskriterier för reumatoid artrit. RF testas oftast i kombination med anti-CCP vid utredning av reumatoid artrit som är en annan viktigt autoantikropp viktigt för utvecklingen av sjukdomen.

## Tolkning
Höga nivåer av reumatoid faktor förekommer vid reumatoid artrit (förekommer hos 80 %) och Sjögrens syndrom (förekommer hos 50-70 % av de primära formerna). Ju högre nivå av RF desto större är sannolikheten för destruktiv artikulär sjukdom. RF förekommer också vid infektioner orsakade av Epstein-Barr-virus eller Parvovirusinfektion och förekommer även hos 5–10 % av den friska befolkningen, särskilt äldre, vilket gör att man måste ta hänsyn till hela sjukdomsbilden hos RF-positiva patienter för att komma fram till korrekt diagnos.
Utöver reumatoid artrit kan reumatoid faktor även vara förhöjd vid andra sjukdomstllstånd, inklusive:
- Systemisk lupus erythematosus (SLE) [10] [11]
- Sjögrens syndrom [10] [11]
- Hepatit B och C, [12] herpes, HIV och andra virusinfektioner [11]
- Primär biliär cirros [11]
- Infektiös mononukleos och eventuell kronisk virusinfektion [10]
- spetälska [13]
- Sarkoidos [10]
- Tuberkulos, syfilis och andra kroniska bakterieinfektioner [11]
- Visceral leishmaniasis [14]
- Malaria och andra parasitinfektioner [11]
- Cancer [11]